# Cmentarz Nebušicki
Cmentarz Nebušicki (czes. Nebušický hřbitov) – cmentarz położony w stolicy Czech w dzielnicy Praga 6 Nebušice w K Cíli (w lesie).

## Historia
Cmentarz został założony w 1884, jego konsekracja miała miejsce 25 października 1885 Do 1887 mieszkańcy Nebušic należeli do parafii przy kościele św. Jana Nepomucena w Jenerálce i tam byli grzebani.
Cmentarz znajduje się na północ od Nebušic w lesie w rezerwacie przyrody Šárka-Lysolaje. Do neoromańskiej kaplicy położonej w północnej części nekropolii prowadzi główna droga wejściowa, przed kaplicą znajduje się krucyfiks i grób pierwszego nebušickiego pastora P. Sarkandra Josefa Zedníčka. Kaplica jest grobowcem opactwa, a po jej bokach założono cmentarz zakonny mnichów ze Strahova z Zakonu Św. Norberta.